# The Busker
The Busker is een Maltese muziekgroep.

## Biografie
The Busker werd in 2012 opgericht door gitarist Dario Genovese en percussionist Jean Paul Borg. Twee jaar later sloten bassist David Grech en saxofonist Sean Meachen zich bij hen aan. De groep haalt haar inspiratie voor nummers voornamelijk uit muziek uit de jaren zestig en bands als The Beatles en The Beach Boys. In 2017 bracht The Busker een eerste album uit. Genovese verliet de band in 2021.
Begin 2023 nam de groep deel aan de Malta Eurovision Song Contest, de Maltese preselectie voor het Eurovisiesongfestival. Met het nummer Dance (our own party) won The Busker de finale, waardoor het Malta mocht vertegenwoordigen op het Eurovisiesongfestival 2023 in het Britse Liverpool. Daar raakten ze niet voorbij de halve finale.
1971: Joe Grech · 
1972: Helen & Joseph · 
1975: Renato · 
1991: Paul Giordimaina & Georgina · 
1992: Mary Spiteri · 
1993: William Mangion · 
1994: Chris & Moira · 
1995: Mike Spiteri · 
1996: Miriam Christine · 
1997: Debbie Scerri · 
1998: Chiara · 
1999: Times Three · 
2000: Claudette Pace · 
2001: Fabrizio Faniello · 
2002: Ira Losco · 
2003: Lynn Chircop · 
2004: Julie & Ludwig · 
2005: Chiara · 
2006: Fabrizio Faniello · 
2007: Olivia Lewis · 
2008: Morena · 
2009: Chiara · 
2010: Thea Garrett · 
2011: Glen Vella · 
2012: Kurt Calleja · 
2013: Gianluca Bezzina · 
2014: Firelight · 
2015: Amber · 
2016: Ira Losco · 
2017: Claudia Faniello · 
2018: Christabelle · 
2019: Michela · 
2021: Destiny Chukunyere · 
2022: Emma Muscat · 
2023: The Busker · 
2024: Sarah Bonnici · 
2025: Miriana Conte